# Sinchon-dong, Anyang
Sinchon-dong (koreanska: 신촌동)  är en stadsdel i staden Anyang i provinsen Gyeonggi,  i den nordvästra delen av Sydkorea,  21 km söder om huvudstaden Seoul. Den ligger i stadsdistriktet Dongan-gu.